# Amomum dolichanthum
Amomum dolichanthum là một loài thực vật có hoa trong họ Gừng. Loài này được Fang Ding (Phương Đỉnh) mô tả khoa học đầu tiên năm 1978. Tên gọi trong tiếng Trung là 长花砂仁  (trường hoa sa nhân), nghĩa là sa nhân hoa dài.

## Phân bố
Loài này tìm thấy tại huyện Long Châu ở tây nam khu tự trị Quảng Tây, Trung Quốc. Môi trường sống là rừng, ở cao độ 350–540 m (1.150-1.770 ft).

## Mô tả
Cây cao 50–100 cm. Bẹ lá có lông tơ ở mặt xa; lưỡi bẹ hình tròn, khoảng 2 cm, có lông tơ; cuống lá không có hoặc hiếm khi dài đến 1,5 cm; phiến lá hình trứng ngược hoặc hình elip, 20-50 x 7–15 cm, nhẵn nhụi, gốc nhọn, đỉnh nhọn. Cụm hoa dạng bông hình elipxoit; cuống ngắn hoặc không có; lá bắc gần như màng, 2–3 cm. Hoa khoảng 9 cm. Ống tràng hoa khoảng 5,5 cm; các thùy thẳng, khoảng 2,5 cm x 4 mm, có điểm. Các nhị lép ở bên thẳng, 4–6 mm. Cánh giữa môi dưới màu trắng, ánh vàng ở giữa, màu tía ở gốc, hình trứng ngược, khoảng 3,5 cm. Bao phấn thẳng, 1,2-1,5 cm; phần phụ liên kết 3 thùy, các thùy 3--4 x khoảng 1 mm, thùy giữa thẳng đứng, các thùy bên cong hình lưỡi liềm, mở rộng. Bầu nhụy hình elipxoit thuôn dài, 3–4 mm, có lông tơ áp ép dày đặc. Quả nang gần hình cầu, đường kính khoảng 2 cm, có lông tơ màu nâu, 1,5–2 cm. Ra hoa tháng 4-5.